# Atlanti gulyamadár
Az atlanti gulyamadár (Anumara forbesi) a madarak osztályának verébalakúak (Passeriformes) rendjébe, azon belül a csirögefélék (Icteridae) családjába tartozó Anumara nem egyetlen faja.

## Rendszerezése
A fajt Philip Lutley Sclater angol ornitológus írta le 1886-ban, az Agelaeus nembe Agelaeus forbesi néven. Egyes szervezetek a Curaeus nembe sorolják Curaeus forbesi néven.

## Előfordulása
Dél-Amerika keleti részén, Brazília keleti részén honos. A természetes élőhelye szubtrópusi és trópusi esőerdők és  szezonálisan elárasztott legelők. Állandó, nem vonuló faj.

## Megjelenése
Testhossza 24 centiméter.

## Életmódja
Ízeltlábúakkal és gyümölcsökkel táplálkozik.